# Азулевич, Якуб
Якуб Азулевич (1738, Студзянка (Люблинское воеводство), Бяльский повет — 11 августа 1794, Паняряй) — полковник 2-го Улановского двора полка, позже переименованного в 6-й Литовский авангардный полк.

## Ранние годы
Якуб Азулевич родился в 1731 или 1745 году в поместье Студзянка в гмине Ломазы, имении семьи Азулевичей. Якуб Азулевич был сыном королевского капитана Александра Мустафы Азулевича и Фелицианны, урожденной Туган-Барановской, владельцев поместья Студзянка.

## Великое Княжество Литовское
20 марта 1775 года Якуб Азулевич получил царский полковникский патент на 2-й лёгкий кавалерийский полк Уланского двора, состоявший в основном из татар.

### Четырёхлетний сейм
7 мая 1792 года король Станислав Август Понятовский предложил Военной комиссии передать полк в состав постоянной Великокняжеской Литовской армии, что и произошло 15 мая 1792 года. В июле 1792 года часть была переименована в 6-й Литовский авангардный полк. В этом полку также служил брат Якуба, лейтенант Авраам Азулевич, и трое его сыновей: прапорщик Давид Азулевич, прапорщик Авраам Азулевич и капитан Мацей (Мустафа) Азулевич.

### Восстание Костюшко
Якуб Азулевич был одним из первых военачальников, присоединившихся к восстанию Костюшко в апреле 1794 года. Его полк входил в литовскую дивизию князя Франтишка Сапеги. 2 августа 1794 года полк вошел в Вильнюс для участия в его обороне.

## Гибель
Якуб Азулевич погиб 11 августа 1794 года во время кавалерийской атаки на прорвавших оборону русских. Похоронен на мусульманском кладбище Студзянки.